# Cadulus exiguus
Cadulus exiguus är en blötdjursart som beskrevs av Watson 1879. Cadulus exiguus ingår i släktet Cadulus och familjen Gadilidae. Inga underarter finns listade i Catalogue of Life.